# Gyps coprotheres

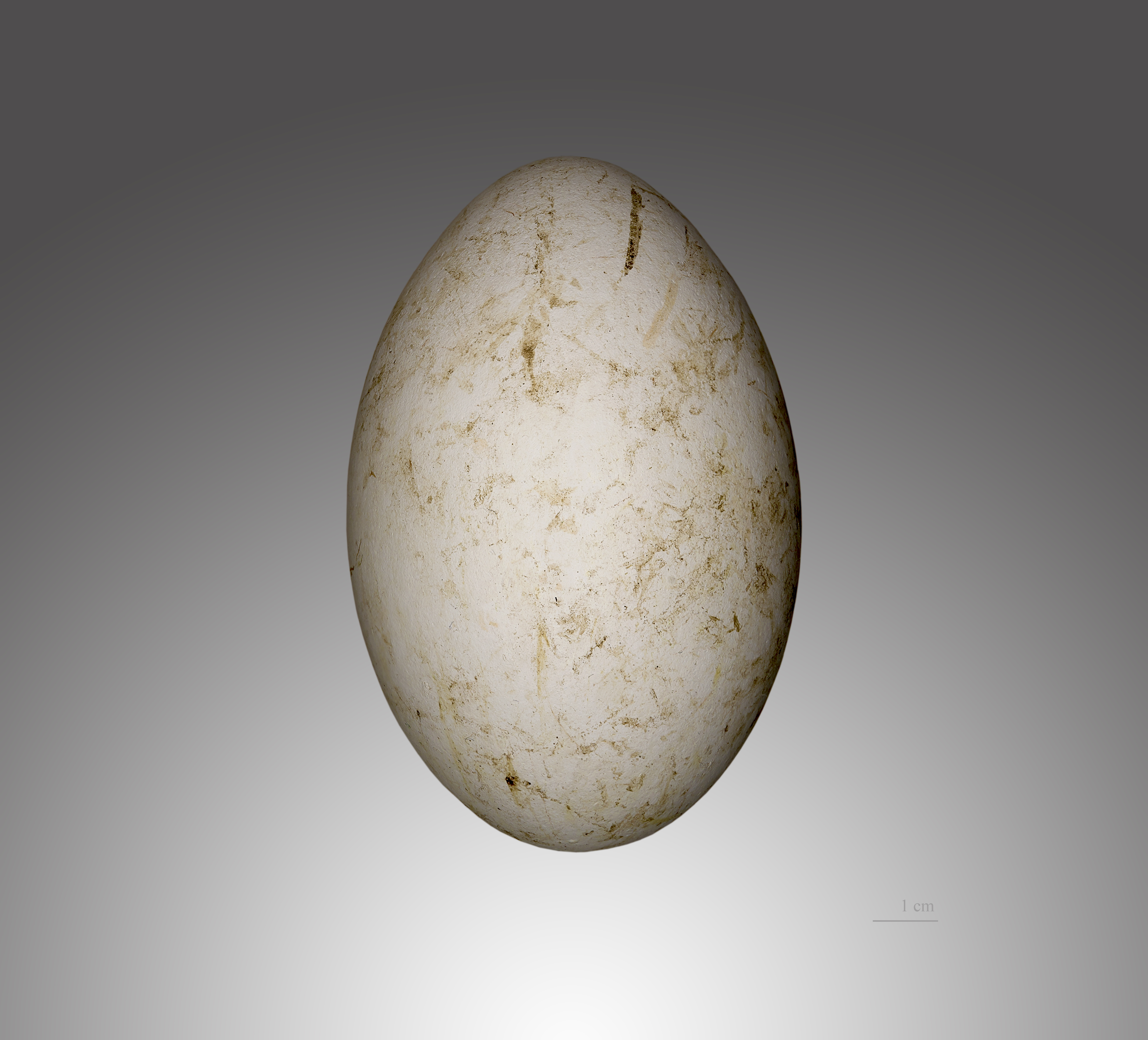
Huevo de Gyps coprotheres

El buitre del Cabo (Gyps coprotheres) es una especie de ave accipitriforme de la familia Accipitridae que solo se encuentra en Sudáfrica, Lesoto y ciertas zonas de Botsuana. Su aspecto es muy similar al del buitre leonado. No se conocen subespecies.